# 武藤直美
武藤 直美（むとう なおみ）は、日本の声楽家（メッゾ・ソプラノ）。本名同じ。東邦音楽大学、東邦音楽大学附属東邦高等学校、東邦音楽大学附属東邦第二高等学校、東邦音楽学校、東邦音楽大学エクステンションセンターの声楽講師を務めている。役職は2022年3月までは専任講師、2022年4月から准教授である。

## 略歴
東邦音楽大学附属東邦高等学校、東邦音楽大学卒業。
二期会オペラスタジオ研究生第36期本科修了。ドイツ国立デュッセルドルフ‐ロベルト・シューマン音楽大学オペラ科卒業。ケルン音楽大学声楽教育科に在籍。
1996年、渡独。メゾソプラノとしてドイツ、フランス歌曲を学ぶ。
2002年3月に日本帰国、今に至る。現在、東邦音楽大学、東邦高等学校、東邦第二高等学校、東邦音楽学校、東邦音楽大学エクステンションセンターの声楽講師を務めている。
声楽を佐浦國雄、河合武彰、アルトゥア・ヤンツェン、インゲボルク・ライヒェルト、クリスチャン・デブロイン、ガボア・アンタルフィー、アレクサンダー・シュマルツ、トーマス・ガブリッシュ、トビアス・リヒター、コンラート・ジャルノートの各氏に師事。